# Cratere Naimon
Naimon è un cratere sulla superficie di Giapeto.